# James G. Randall
James Garfield Randall (4 juin 1881 à Indianapolis, Indiana - 20 février 1953) est un historien américain spécialisé sur Abraham Lincoln et l'époque de la guerre civile américaine. Il enseigne à l'Université de l'Illinois (1920-1950), où David Herbert Donald est l'un de ses étudiants et poursuit son travail.

## Biographie
Né dans l'Indiana et nommé d'après le président américain James A. Garfield, Randall obtient un baccalauréat de l'Université de Princeton (1903) et un doctorat en histoire de l'Université de Chicago (1912). Randall est connu pour sa méthodologie scientifique systématique basée sur une étude approfondie des sources primaires, sa maîtrise des questions constitutionnelles et sa neutralité à l'égard du Nord et du Sud. Sa biographie en quatre volumes d'Abraham Lincoln reste une ressource majeure pour les chercheurs. Il est président de la Mississippi Valley Historical Association 1939-1940. Son épouse Ruth Painter Randall écrit Mary Lincoln : Biographie d'un mariage (1953). Son livre La guerre civile et la reconstruction (1937) est pendant de nombreuses années la référence la plus importante sur l'époque.
Randall, un fervent méthodiste horrifié par le carnage de la Première Guerre mondiale, pense que la guerre civile est une terrible erreur, causée par l'incapacité du système politique à trouver un compromis. Il s’agit d’une « guerre inutile », une interprétation qui gagne un large consensus avant la Seconde Guerre mondiale. Avec Avery Craven, Randall, observant la montée du fascisme en Europe, conclut que la guerre civile américaine n'est pas née des intérêts matériels conflictuels des classes économiques, comme l'a dit Charles Austin Beard. Au lieu de cela, Randall pense que cela a été provoqué par des fanatiques, comme les abolitionnistes du Nord et les Fire-Eaters du Sud. Ces fanatiques, avec très peu de matériel en jeu, se sont lancés dans la guerre.
Randall soutient dans Civil War and Reconstruction que la guerre « aurait pu être évitée, en supposant bien sûr qu'il y ait plus de sens politique, de modération et de compréhension, et quelque chose de moins de patriotisme professionnel, de création de slogans, de sauvetage de la face, de clameurs politiques et de propagande., avait existé des deux côtés." Selon Randall, les extrémistes des deux sections sont apparus comme des méchants, les radicaux abolitionnistes étant les pires de tous.
Il reçoit le Prix Bancroft en 1956.

## Livres
- Randall, James G. Constitutional Problems under Lincoln (1926) [3]
- Randall, James G. The Civil War and Reconstruction (1937) manuel classique (révisé par David Donald, 1961)[4].
- James G. Randall. Lincoln the President (4 vol.), 1945-1955[5] ; réimpression 2000. Sous-titres : Springfield to Gettysburg (vols. 1 et 2), Midstream (vol. 3), Last Full Measure (vol. 4).
- Randall, James G. Lincoln and the South (1946).
- Randall, James G. Lincoln, the Liberal Statesman (1947)[6].
- Randall, James G. Living with Lincoln, and Other Essays (1949)
- Randall, James G. The Divided Union (1961)[7]